# Richard Hibbard
Richard Martin Hibbard (Neath, 13 de diciembre de 1983) es un jugador galés de rugby que se desempeña como hooker. Fue convocado a los British and Irish Lions para la gira a Australia 2013.
Fue alumno de Glan Afan Comprehensive School, Port Talbot. Está casado con Louise y tiene dos hijas. Actualmente vive en Port Talbot.
Comenzó a jugar al rugby en diversos clubes a niveles inferiores de la ciudad de Port Talbot, como Aberavon Quins RFC & Taibach RFC. Luego, a nivel senior, pasó a jugar para Taibach, Aberavon RFC y Swansea antes de hacerse un hueco en los Ospreys. Solía jugar rugby league para Aberavon Fighting Irish e hizo una aparición para el Equipo A de Gales rugby league en su victoria 28–18 sobre Inglaterra en Aberavon en 2003. Hibbard debutó con la selección absoluta de Gales contra Argentina en junio de 2006, donde jugó sus dos primeros partidos con la selección.
Después de pasar por cirugía de hombro, debido una lesión, fue llamado para formar parte del equipo de Gales para una gira por Australia en mayo-junio apareciendo de suplente en ambos tests de 2007. Fue seleccionado entre los 41 hombres preliminares para la Copa Mundial de Rugby 2007. 
Richard Hibbard destacó en el Torneo de las Seis Naciones 2013. Su impacto en el equipo es enorme, logrando hacer de la melée de Gales un arma que obtuvo 26 golpes de castigo en total. Su placaje también debe destacarse, como puede testificar Joe Marler. Distintos periodistas lo han incluido en el Equipo del Torneo. Actuó como un rayo en la touche y sólido en el resto de aspectos del juego. Logró un try en el partido del 9 de marzo de 2013 que Gales ganó 18 - 28 a Escocia.

## Palmarés y honores
- Campeón de la Pro 12 2006-2007 y 2009-2010
- Campeón de la Anglo-Welsh Cup 2007-2008
- Campeón de la European Rugby Challenge Cup 2014-2015
- Campeón del Torneo de las Seis Naciones de 2012 y 2013
- Participó en la  Gira de los British & Irish Lions por Australia de  2013.